# John McGinn
John McGinn (* 18. října 1994, Glasgow) je skotský profesionální fotbalista, který hraje na pozici středního záložníka za anglický klub Aston Villa FC a za skotský národní tým. McGinn předtím hrál za St Mirren a Hibernian.

## Statistiky

### Reprezentační
K 19. listopadu 2019
| Skotsko | Skotsko | Skotsko |
| Rok     | Zápasy  | Góly    |
| ------- | ------- | ------- |
| 2016    | 2       | 0       |
| 2017    | 3       | 0       |
| 2018    | 8       | 0       |
| 2019    | 8       | 7       |
| Celkem  | 21      | 7       |

#### Reprezentační góly
K 19. listopadu 2019
| Č. | Datum              | Místo                          | Oponent    | Skóre | Výsledek | Soutěž                     |
| -- | ------------------ | ------------------------------ | ---------- | ----- | -------- | -------------------------- |
| 1. | 6. září 2019       | Hampden Park, Glasgow, Skotsko | Rusko      | 1 –0  | 1–2      | Kvalifikace UEFA Euro 2020 |
| 2. | 13. října 2019     | Hampden Park, Glasgow, Skotsko | San Marino | 1 –0  | 6–0      | Kvalifikace UEFA Euro 2020 |
| 3. | 13. října 2019     | Hampden Park, Glasgow, Skotsko | San Marino | 2 –0  | 6–0      | Kvalifikace UEFA Euro 2020 |
| 4. | 13. října 2019     | Hampden Park, Glasgow, Skotsko | San Marino | 3 –0  | 6–0      | Kvalifikace UEFA Euro 2020 |
| 5. | 16. listopadu 2019 | Stadion GSP, Nicosia, Kypr     | Kypr       | 2 –1  | 2–1      | Kvalifikace UEFA Euro 2020 |
| 6. | 19. listopadu 2019 | Hampden Park, Glasgow, Skotsko | Kazachstán | 1 –1  | 3–1      | Kvalifikace UEFA Euro 2020 |
| 7. | 19. listopadu 2019 | Hampden Park, Glasgow, Skotsko | Kazachstán | 3 –1  | 3–1      | Kvalifikace UEFA Euro 2020 |